# Аркенстон

Аркенстон

Аркенстон  (англ. Arkenstone) — в книге «Хоббит» легендарный камень, обнаруженный гномами в глубинах Эребора. Самая большая ценность сокровищницы Эребора, называемый также «Сердцем Горы» и «Государевым камнем». Являет собой огранённый круглый кристалл (похожий по описанию на бриллиант) размером с голову ребёнка, излучающий неясное сияние.

## Описание
Камень был обнаружен гномами Эребора во время правления Траина I. Гномы извлекли и огранили камень так, что свет, излучаемый камнем, стал ещё ярче. После этого камень стал реликвией гномов Народа Дурина. В 2210 году Торин I ушёл из Эребора со всеми гномами и забрал камень с собой, но в 2590 году его потомок Трор возвратился в цитадель гномов на северо-востоке Средиземья и водрузил Аркенстон на своём троне (см. иллюстрацию). Долгое время этот камень олицетворял величие власти Трора, но в 2770 году на Эребор напал дракон Смауг. Аркенстон был потерян.
В 2941 году наследник трона Эребора Торин Дубощит организовал экспедицию к Одинокой Горе, дабы занять гору и овладеть Аркенстоном. Когда Бильбо Бэггинс нашел камень на золотом ложе Смауга в глубинах Одинокой Горы, то взял его себе, узнав до этого, как высоко его ценил Торин.

Бильбо сразу узнал его из описания Торина, да и не могло быть на всем свете двух таких алмазов, даже в другой такой же несравненной сокровищнице. Это и был тот белый блеск, который притягивал Бильбо наверх. Постепенно пятно превратилось в светящийся белый шар. Сейчас шар мерцал разноцветными искрами, так как свет факела играл на его гранях. Наконец шар очутился прямо перед хоббитом, и у того перехватило дыхание. Величайшее из сокровищ светилось собственным светом, исходящим изнутри, и в то же время, гранённое и отшлифованное гномами, выкопавшими его в незапамятные времена, вбирало в себя свет извне и преломляло его десятками тысяч белых сверкающих граней, и это белое свечение переливалось всеми цветами радуги.— «Хоббит, или Туда и обратно», пер. Н. Рахмановой.
Пока гномы делили сокровища, Торин искал только Аркенстон, не зная того, что Бильбо прятал его в своей подушке. Когда гномы отказались поделиться сокровищами с Бардом (убившим Смауга) и королём Трандуилом, поддержавшим людей в тяжёлый час, Бильбо тайком выбрался из крепости гномов внутри Эребора и отдал им Аркенстон; позднее Бард, Трандуил и Гэндальф пытались выторговать его за четырнадцатую часть сокровищ Смауга, полагавшихся Бильбо согласно договору о его найме в качестве Взломщика. Спор был прерван нападением орков и варгов, пришедших с Серых Гор. На склонах Одинокой Горы разразилась Битва Пяти Воинств, и Торин был смертельно ранен. Когда Торина хоронили глубоко внутри Эребора, Бард положил ему на грудь Аркенстон.

## Этимология
Толкин, по-видимому, позаимствовал название камня от староанглийского слова earcanstān (также существуют написания eorcanstān, eorcnanstān и т. д.) или древнескандинавского jarknasteinn, означающего «драгоценный камень».

## В адаптациях
В фильме Питера Джексона «Хоббит: Нежданное путешествие», в отличие от книги, камень не был огранён. Он был укреплён над троном королей Эребора и служил символом божественного происхождения их власти. Трор попытался забрать камень с собой во время разграбления, но уронил его в поток текущего золота, где тот затерялся. Согласно продолжению фильма, целью похода Торина был именно Аркенстон — обладая камнем, он получил бы достаточный авторитет для того, чтобы поднять все рода гномов на битву за Эребор.